# Копець Крака
 Пам'ятник культури Малопольського воєводства: реєстраційний  номер А-955.

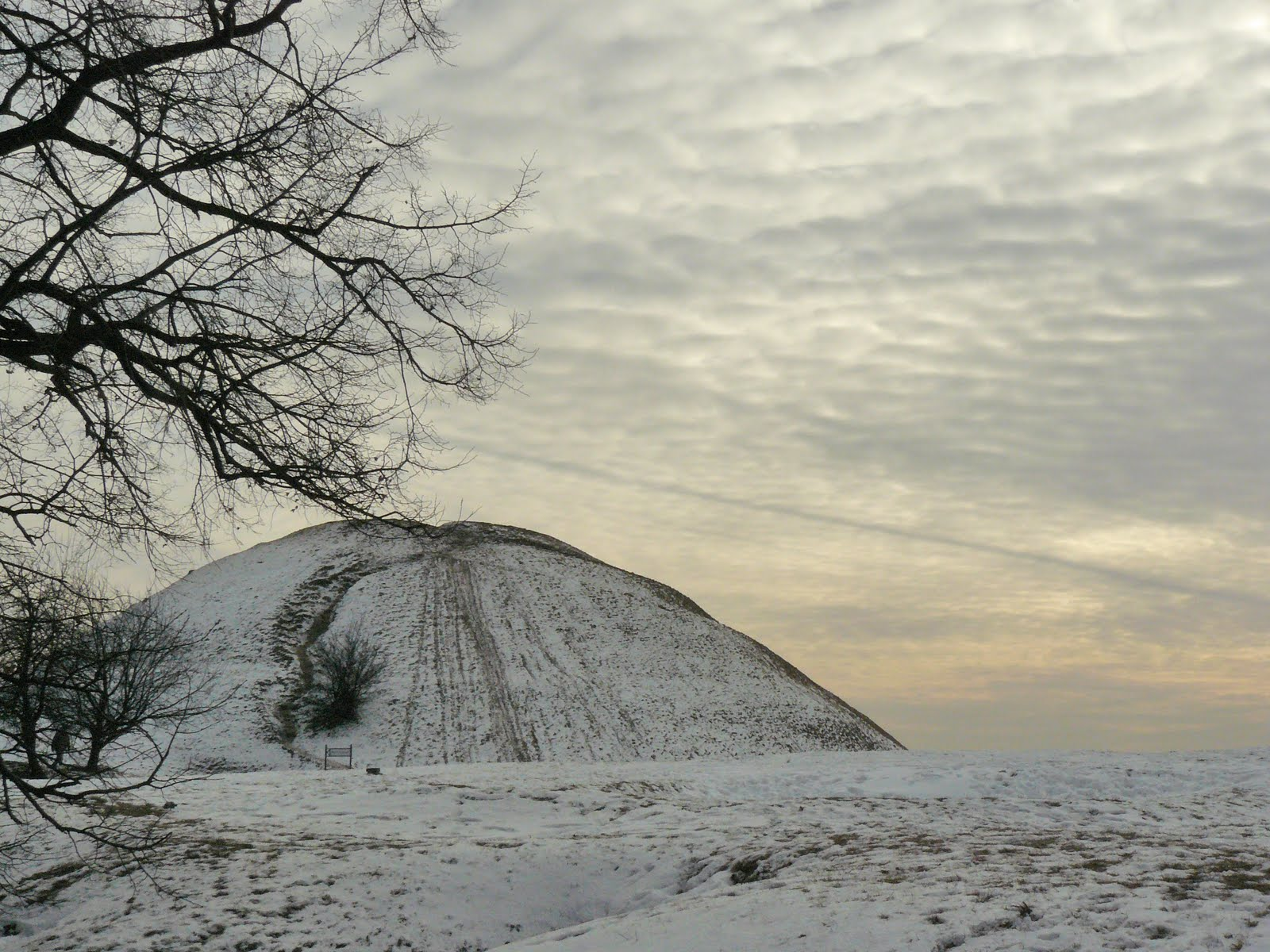
Курган Крака зимою

Пагорб Кра́ка або Курга́н Кра́куса (пол. Kopiec Krakusa, Kopiec Kraka) — штучний пагорб, курган, який знаходиться в краківському адміністративному районі  на правому березі Вісли. Пагорб розташований  на вершині пагорба Лясоти висотою 203 метри (інша назва гора Святого Бенедикта). Пагорб висотою 16 метрів, діаметр пагорба складає 57 метрів, діаметр плоскої вершини — 8 метрів. Об'єм пагорба складає 19100 кубічних метрів. Пагорб названий на честь  легендарного  князя Крака.

## Історія
Точна дата створення пагорба Крака і його призначення не відомі. Краківський єпископ Ян Длугош пов'язував пагорб з іменем легендарного засновника Кракова князя Крака.
В 1934 році польський археолог Юзеф Журовскій і інженер Францішек Якубік провели на пагорбі археологічні досліди під керівництвом  Польської академії знань. Були знайдені сліди населення кінцевого  періоду Лужицької культури.  Було припущено, що ці артефакти  потрапили в пагорб уже після його будівництва  і дата заснування пагорба приблизно  500 р. н. е. В пагорбі були знайдені артефакти різних культур, серед яких були скелет дитини і ознаки домашнього вогнища, які, як припускалось, потрапили в пагорб уже після його будівництва.
Під час археологічних робіт 1934 року стало відомо, що внутрішня структура заснована на високій радіальній жардині, який укріплювався рівномірно розташованими перешкодами. Простір між цими перешкодами був наповнений камінням і утрамбований землею. Дана конструкція, яка потребувала тривалої і організованої праці, забезпечувала міцність і існування пагорба протягом багатьох років.
Професор  Лешек Павло Слупецький припускає, що пагорб Крака є стародавнім місцем поховання знатного вельможі і являє собою лише невелику частину не збереженого до нашого часу кладовища. Як доказ, Лешек Павло Слупецький пропонує план Кракова, створений шведами в 1702 році і австрійську карту 1792 року, де, крім сучасного пагорбу  Крака вказані і інші, меншого розміру, пагорби. Представник Краківського археологічного музею Казімеж Радванський повторює дану гіпотезу, стверджуючи, що наприкінці VIII року в даному місці існувало близько 45 пагорбів, які не збереглись до нашого часу.

## В даний час
В даний час пагорб Крака є туристичною пам'яткою, а його окраїни — місцем відпочинку  жителів Кракова і гостей міста.